# Wolter von Plettenberg (Blunck)
Wolter von Plettenberg ist ein 1938 erschienener historischer Roman von Hans Friedrich Blunck. Der Roman wurde mit über 240.000 verkauften Exemplaren einer der erfolgreichsten seiner Zeit. Er gilt als typischer Roman der Zeit des Nationalsozialismus aufgrund seiner Verherrlichung einer Führerfigur und seiner Verwendbarkeit für die staatliche Propaganda. Als historische Vorlage diente der Landmeister in Livland des Deutschen Ordens Wolter von Plettenberg (1450–1535).

## Inhalt
Der Roman beginnt mit einer kurzen, appellhaften Abhandlung über den Aufstieg von Zar Iwan III. von Russland. Die ersten Sätze lauten: Wer kann gegen Gott und Nowgorod? „Ich, Iwan, Gossudar zu Moskau!“. In der ersten Szene im Jahre 1494 erscheint Maria Godenboge, die Schwägerin Plettenbergs, von Nowgorod kommend in einer Gastwirtschaft im Livländischen Grenzgebiet. Sie findet die Wirtschaft aber von russischen Plünderern besetzt, die nur auf die Dunkelheit warten, um die Gäste zu ermorden. Im letzten Moment wird sie von Rittern des Deutschen Ordens gerettet. Zur Hauptburg des Ordens in Wenden gebracht übergibt sie Plettenberg eine Lade mit Dokumenten des Peterhofs der Hanse zu Nowgorod, der von Iwan III. erobert und niedergerissen worden war.
Im Folgenden ist allen Beteiligten klar, dass Iwan III. auch Livland erobern will, erste Truppenteile ziehen immer wieder plündernd durchs Land. Plettenberg unternimmt zwei größere Züge auf russisches Gebiet, bei denen zwar jeweils Schlachten gewonnen werden aber kein entscheidender Sieg errungen werden kann. Dann besetzen russische Truppen unter General Schuiski weite Teile des Landes und belagern die Hauptburg Wenden, während Plettenberg nach einem Jagdunfall krank in Riga liegt.
Den ganzen Roman über begleitet die Beziehung Plettenbergs zu seiner Schwägerin Maria Godenboge das Kriegsgeschehen. Plettenbergs erste Frau war bei der Geburt des Sohnes gestorben, woraufhin er selbst in den Orden eintrat. Nun beginnt eine Liebesbeziehung zu seiner Schwägerin, die er aber nicht ausleben kann. Er ist durch sein Ordensgelübde zur Enthaltsamkeit gezwungen. Um den Orden leiten und das Land im Krieg führen zu können, muss er dieses Gelübde halten. So verzichtet er zu Gunsten Livlands auf seine Liebe.
Längere Episoden des Romans beschreiben unter anderem einen Partisanenkrieg, den Plettenbergs Sohn mit estnischen Bauern von den Mooren aus gegen die russischen Truppen führt, die Verteidigung des Landgutes Aldesloh und die Verteidigung der Stadt und Hauptburg Wenden. Alle diese Aktionen führen zum Tod sämtlicher Kämpfer bzw. Verteidiger. Insbesondere sprengen sich die letzten Deutschen im Turm der Burg Wenden in aussichtsloser Lage selbst in die Luft. Unter ihnen ist auch Maria Godenboge.
Nach seiner Genesung gelingt es Plettenberg schließlich, ein letztes Heeresaufgebot in Livland zusammenzustellen. Alle Verbündeten, Schweden, Litauen, die Hanse und der Deutsche Orden in Preussen lassen ihn im Stich. Dennoch gelingt den scheinbar aussichtslos unterlegenen Livländern 1502 in der Schlacht am Smolinasee durch einen verzweifelten Reiterangriff ein entscheidender Sieg. Das russische Heer flieht und löst sich auf. Plettenberg kann einen vorteilhaften Frieden aushandeln, der Livland eine sechzigjährige Blütezeit bringt.

## Abweichungen zum historischen Wolter von Plettenberg
Der historische Wolter von Plettenberg trat bereits mit vierzehn Jahren in den Deutschen Orden ein. Bluncks Romanfigur dagegen war zunächst verheiratet und Vater geworden und trat erst nach dem frühen Tod seiner Frau dem Orden bei. Dies erst ermöglicht die Nebenhandlung um die Liebe zur Schwägerin. Immer wieder wird Plettenberg als der einzig mögliche und überlegene Führer stilisiert, der das Land einen und in den Kampf gegen den übermächtigen Feind führen kann. Allgemein überhöht und trivialisiert Blunck sowohl die Haupt- wie auch die Nebenfiguren, um die Reinheit und Erhabenheit seines Plettenbergs und die Opferbereitschaft der anderen herauszustellen. 

## Rezeption
Der Roman erfuhr schnell zahlreiche Auflagen (1943: 240.000 Exemplare) und wurde als typischer Roman der Zeit des Nationalsozialismus aufgrund seiner Verherrlichung einer Führerfigur und seiner Verwendbarkeit für die staatliche Propaganda gefeiert. Besonders nach dem Überfall auf die Sowjetunion 1941 erwies sich das Buch zum Appell an die Opferbereitschaft und den Durchhaltewillen im Kampf gegen den östlichen Feind als besonders geeignet.